# Paratypton siebenrocki
Paratypton siebenrocki is een garnalensoort uit de familie van de Palaemonidae. De wetenschappelijke naam van de soort is voor het eerst geldig gepubliceerd in 1914 door Balss.